# Слободан Дубаїч
Слободан Дубаїч (сербохорв. Slobodan Dubajić, нар. 19 лютого 1962) — колишній югославський футболіст, що грав на позиції захисника. Виступав за національну збірну Югославії.
Чемпіон Німеччини. Володар Суперкубка Німеччини.

## Клубна кар'єра
У дорослому футболі дебютував 1982 року виступами за команду клубу «Пролетер», в якій провів дев'ять сезонів, взявши участь у 210 матчах чемпіонату. Більшість часу, проведеного у складі «Пролетера», був основним гравцем захисту команди.
Своєю грою за цю команду привернув увагу представників тренерського штабу клубу «Штутгарт», до складу якого приєднався 1991 року. Відіграв за штутгартський клуб наступні п'ять сезонів своєї ігрової кар'єри. Граючи у складі «Штутгарта» також здебільшого виходив на поле в основному складі команди. За цей час виборов титул чемпіона Німеччини, ставав володарем Суперкубка Німеччини.
Протягом 1996—1997 років захищав кольори команди клубу «Зейтінбурнуспор».
Завершив професійну ігрову кар'єру у клубі «Вегалта Сендай», за команду якого виступав протягом 1997—2000 років.

## Виступи за збірну
1994 року провів один матч у складі національної збірної Югославії.

## Досягнення
- Чемпіон Німеччини:

«Штутгарт»: 1991–1992
- Володар Суперкубка Німеччини:

«Штутгарт»: 1992